# Joint Special Operations Command
Il Joint Special Operations Command  è un componente dello United States Special Operations Command. Il suo quartier generale è situato presso Fort Bragg, Carolina del Nord.

## Missione
Il JSOC è un comando sotto-unificato del USSOCOM incaricato per lo studio dei requisiti e le tecniche delle operazioni speciali, assicurare l'inter-operabilità e la standardizzazione degli equipaggiamenti, della pianificazione e conduzione di esercitazioni ed addestramento e dello sviluppo di tattiche di operazioni speciali congiunte.

## Organizzazione
Sono sotto il controllo diretto del comando le forze speciali delle forze armate americane:
- Delta Force - United States Army
- DEVGRU, Navy SEAL - United States Navy
- 24th Special Tactics Squadron, 24th Special Operations Wing - United States Air Force
- Intelligence Support Activity - United States Army